# Juan Manuel García (calciatore 1988)
Juan Manuel García (Rosario, 8 luglio 1988) è un calciatore argentino, portiere del San Luis de Quillota.

## Palmarès
- Primera B Nacional: 1

Rosario Central: 2012-2013